# Marie Rýdlová
Marie Rýdlová, rozená Lierová (3. prosince 1884 Německý Brod – 28. října 1971 Praha) byla česká herečka.

## Život
Narodila se v rodině Karla Liera, předního herce a režiséra smíchovských divadel a herečky Antonie Bollardové,
dva její sourozenci, starší bratr František a nevlastní sestra Karla, se rovněž věnovali hereckému povolání. Od útlého mládí vystupovala v dětských rolích u divadelních společností, kde působili její rodiče, profesionální divadelní dráhu nastoupila jako žačka herečky ND Izy Grégrové nejprve v Grauově společnosti vedené bratrem Františkem Lierem (1901), od sezony 1902/1903 do roku 1910 byla členkou smíchovského Švandova divadla, kde prošla řadou činoherních i zpěvoherních rolí, tančila v operetních představeních a zpívala ve sboru, postupně se však profilovala v oboru činoherního herectví. Po rozpadu manželství s operetním tenoristou Vladimírem Jelenským (vlastním jménem Jaroslav Jelínek) odešla z Prahy, v letech 1910–1919 hrála ve venkovských kočovných divadelních souborech V. Suka, R. Morávka, H. Benoniové a K. Jičínského.
Následně získala angažmá u ředitele a režiséra Václava Jiřikovského v nově konstituovaném ostravském NDMS (1919–1922, 1924–1944), společně se svým manželem, hereckým kolegou a režisérem Antonínem Rýdlem (sňatek 1922) byli v letech 1922/1923 angažováni
v bratislavském Slovenském národním divadle a jednu sezonu (1923/1924) v pražském Divadle Komedia, které v roce 1923 založil bulvární spisovatel a podnikatel Felix Achille de la Cámara. Na pozvání druhého ředitele NDMS Františka Uhlíře se v roce 1924 oba vrátili do Ostravy. Ve druhém ostravském angažmá navázala Marie Rýdlová na své předchozí úspěchy a ztvárnila řadu charakterních i komediálních postav české a světové klasiky.
Vedle hlavního činoherního oboru působila nejprve externě (od 1927), v letech 1934–1940 pak smluvně také jako sólistka operetního souboru. Od konce třicátých let soukromě vyučovala herectví, k jejím žačkám patřila např. Slávka Budínová.
Po odchodu z Ostravy krátce hrála v holešovické Uranii a věnovala se filmové práci, v roce 1945 nastoupila do Divadla 5. května, odkud přešla do Městského divadla na Královských Vinohradech, pozdějšího Divadla čs. armády (1945–1951). Svou úspěšnou divadelní kariéru zakončila na scénách Městských divadel pražských (1951–1952), v důsledku vážného onemocnění odešla k 1. dubnu 1953 na trvalý odpočinek. Kromě své divadelní práce herecky spolupracovala s ostravským rozhlasem
a podílela se na vzniku osmi filmů. U příležitosti jejích sedmdesátých narozenin byla jmenována zasloužilou umělkyní (1954).
| „                | Jako vyzrálá charakterní herečka složitých povah i osobitá komediální představitelka s bohatým hereckým rejstříkem měla prvořadý význam při budování profilu ostravské činohry. | “ |
| — Miloš Zbavitel | |   |

## Divadelní role, výběr

### Národní divadlo Praha
- 1943 F. Šrámek: Léto, slečna Růžena (j. h.), 10. a 25. 6. 1944, režie Vojta Novák [17]

### Národní divadlo moravsko-slezské Ostrava
- 1919 J. Mahen: Ulička odvahy, Míla, režie Václav Jiřikovský
- 1919 A. de Musset: Se srdcem divno hrát, Pluchová, režie Václav Jiřikovský
- 1919 F. X. Svoboda: Poslední muž, maminka Kohoutová, režie František Uhlíř (ve stejné roli 1924, režie Alexandr Kantor; 1932, režie Antonín Rýdl; 1940, režie Táňa Hodanová)
- 1920 W. Shakespeare: Romeo a Julie, chůva, režie Václav Jiřikovský (ve stejné roli 1941, režie Jan Škoda)
- 1920 K. Čapek: Loupežník, Fanka, režie Karel Černý (ve stejné roli 1928, režie František Paul; 1935, režie Jan Škoda)
- 1921 F. Sokol-Tůma: Gorali, Tereza Orzagová, režie Alexandr Kantor
- 1921 K. Čapek: R. U. R., Nána, režie Václav Jiřikovský (ve stejné roli 1925, režie Antonín Rýdl; 1939, režie Karel Konstantin)
- 1922 J. K. Tyl: Strakonický dudák, Kordula, režie Václav Jiřikovský (ve stejné roli 1941, režie Karel Palouš)
- 1924 W. S. Maugham: Na východ od Suezu, Amah, režie Antonín Rýdl
- 1925 Ivo Vojnović: Smrt matky Jugovičů, titulní role, režie Antonín Rýdl
- 1926 J. K. Tyl: Lesní panna, Voršila, režie Alexandr Kantor
- 1927 Molière: Lakomec, Frosina, režie Alexandr Kantor
- 1928 G. Zapolska: Morálka paní Dulské, titulní role, režie Jiří Myron (ve stejné roli 1937 opět v nastudování Jiřího Myrona)
- 1929 G. Hauptmann: Bobří kožich, Wolffová, režie František Paul (ve stejné roli 1940, režie Jiří Myron)
- 1930 A. Jirásek: M. D. Rettigová, Ančka, režie Jiří Myron
- 1931 O. Scheinpflugová: Okénko, Dynybylová, režie Jiří Myron
- 1932 O. Nedbal: Polská krev, Jadwiga, režie Jaroslav Skála
- 1933 René Fauchois: Pozor, čerstvě natřeno, Voršila, režie Miloš Nedbal
- 1934 F. Langer: Velbloud uchem jehly, Peštová, režie Jan Škoda
- 1935 Ivor Novello: Panenská půda, Pidgeonová, režie Karel Konstantin
- 1936 Vilém Werner: Lidé na kře, Anna Junková, režie Karel Konstantin
- 1937 J. K. Tyl: Tvrdohlavá žena, Jahelková, režie Antonín Kurš
- 1938 B. Němcová, Antonie Kučerová-Fischerová, Jan Port (dramatizace): Babička, titulní role, režie Karel Palouš (inscenace obnovena 1940)
- 1938 K. Čapek: Matka, titulní role, režie Antonín Kurš
- 1939 Jan Snížek: Příklady táhnou, Růžena Bártlová, režie Jiří Myron
- 1940 F. Schiller: Úklady a láska, Millerová, režie Jan Škoda
- 1941 Euripidés: Médeia, chůva, režie Karel Palouš

### České divadlo moravskoostravské Ostrava
- 1942 G. Preissová: Gazdina roba, Mešjanovka, režie Jan Škoda
- 1943 F. Šrámek: Léto, slečna Růžena, režie Karel Palouš
- 1944 Vladimír M. Strojil: Rodinná pouta, Kateřina Hájková, režie Jiří Myron

### Městské divadlo na Královských Vinohradech Praha
- 1945 A. N. Ostrovskij: Vlci a ovce, Murzavecká, režie Karel Jernek
- 1946 Molière: Lakomec, Frosina, režie Bohuš Stejskal
- 1947 A. S. Gribojedov: Hoře z rozumu, Chrjuminová, režie Jiří Frejka
- 1948 A. P. Čechov: Tři sestry, Anfisa, režie Jaromír Pleskot
- 1949 A. Jirásek, Karel Kraus (dramatizace): Filosofská historie, Rollerová, režie Jaromír Pleskot
- 1949 B. Němcová, J. Pleskot (dramatizace): Babička, titulní role (alternace Helena Friedlová), režie Antonín Kandert

### Divadlo československé armády Praha
- 1950 A. P. Čechov: Strýček Váňa, Marina, režie Jan Fišer
- 1950 J. K. Tyl: Jiříkovo vidění, Zuzana Poličanská (alternace Libuše Freslová), režie Aleš Podhorský
- 1950 Viktor M. Gusjev: Sláva, Motylkovová, režie Václav Vydra ml.

### Městská divadla pražská
- 1951 M. Słomczyński: Hallo, Fredy, Gertruda (alternace Nina Bartů), Divadlo Komedie, režie Karel Svoboda

## Filmografie
- 1943 Šťastnou cestu (uklízečka v obchodním domě)
- 1944 Jarní píseň (Kozlerová)
- 1945 Rozina sebranec (rukavičkářka Markéta)
- 1946 Nezbedný bakalář (Alžběta)
- 1949 Němá barikáda (stará Němka)
- 1949 Divá Bára (Vlčková)
- 1952 Akce B (abatyše)
- 1952 Divotvorný klobouk (žena kováře)